# 川岸強
川岸 強（かわぎし つよし、1979年9月12日 - ）は、神奈川県出身の元プロ野球選手（投手）。現役時代は中日ドラゴンズ、東北楽天ゴールデンイーグルスに在籍した。

## 経歴

### プロ入り前
小学校1年の子供会で初めて野球に触れた。その時は強制参加だったので嫌だったというが、技術が上達するにつれ魅力に嵌まった。「相模ブルーバッズ」に所属して6年の時にはエースピッチャーになった。地元の相模原市立緑が丘中学校に進学し、2年生の頃からエースを張ったがチームは弱く、本人も野球漬けではなかったという。しかし3年の時に県内の強豪校と延長の接戦を投げぬき、川岸の名が知られ、本人も野球に打ち込む気持ちが膨らんだ。
高校は桐蔭学園に進む。外野手兼二番手投手として3年次の夏の甲子園出場を果たす。エースナンバーを付けた浅井良は野手で出場し、2回戦で西京高校と当たり先発も敗退。この時のチームメイトには、主将の平野恵一がいる。
大学は東都大学リーグの駒澤大学に進学。しかし、肩痛に悩まされ登板機会に恵まれず、一時は駒大野球部の寮から退寮させられる憂き目にも遭った。しかし2001年の4年次にエースとして復活し、秋季リーグでは10試合に登板して優勝し、最優秀投手にも選ばれた。明治神宮大会では全試合先発して優勝に貢献。駒大では同期に稲田直人、バッテリーを組んでいた前田大輔捕手、田中敬人投手ら。3学年先輩に新井貴浩、1学年先輩に武田久、1学年後輩に梵英心、2学年後輩に古谷拓哉、3学年後輩に服部泰卓がいる。
卒業後トヨタ自動車に入社。エースとして2年連続で都市対抗野球大会に出場。金子千尋とは同期入社。2003年のIBAFワールドカップでは、日本代表に選出されている。2003年のドラフトにて、中日ドラゴンズより7巡目指名を受けて、即入団を決意した。

### 中日時代
2004年、チームの新人として唯一開幕から1軍入りしたが、登板は12試合止まりだった。
2005年6月5日の北海道日本ハムファイターズ戦（ナゴヤドーム）の4回に救援投手として登板しプロ初勝利をマーク。セ・パ交流戦の時期に登板を増やし、この年は23試合に登板した。6月8日の東北楽天ゴールデンイーグルス戦で登板したが、永池恭男に安打を打たれて降板。後続の高橋聡文が吉岡雄二にサヨナラ安打を許したため、楽天初のサヨナラ試合での敗戦投手となり、これが中日での最後の登板となる。
2006年、練習中に左ふくらはぎに打球を受け、キャンプでは右足捻挫、その後も腰痛などケガが続き1軍登板なし、ウエスタン・リーグでも9試合の出場にとどまる。そして、10月28日に戦力外通告を受ける。
その後11月13日に東北楽天ゴールデンイーグルスの入団テストを秋季キャンプ中の宮城球場にて受け、採用が決定する。高山香織（元名古屋テレビアナウンサー）との婚約を発表、12月24日に入籍した（2008年には第一子、2011年には第二子が誕生している）。

### 楽天時代
2007年の春季キャンプ中に右肘を痛めたが、首脳陣に指摘されないように隠しながら開幕を迎え、3月31日のオリックス・バファローズ戦（フルキャスト宮城）で、先発予定だった岩隈久志がブルペンで背中の違和感を訴えて登板回避したことによりプロ初先発を果たすが、7失点で敗戦投手となり、2軍に降格。しかし、手術には踏み切らずに治療と強化トレーニングでリハビリを行い、8月下旬に再昇格した。秋にはフェニックス・リーグに参加し、投球の幅を広げた。
2008年は開幕を2軍で迎えた。しかし4月下旬に昇格すると、5月17日の埼玉西武ライオンズ戦（フルキャスト宮城）で登板すると打者7人を完璧に抑え、チームがサヨナラ勝ちしたため、プロ2勝目を挙げた。この年は66試合に登板した有銘兼久と共にセットアッパーとして活躍。監督の野村克也が川岸の根性に目をつけ、抑えに指名。7月6日の西武戦でプロ初セーブをマークした。その後はチーム事情から中継ぎと抑えを両方務めたが、結局この年は54試合で4勝3敗3セーブ、防御率1.94、17HPと安定した成績を残した。この年の楽天は抑えを全く固定できず、チーム最多が4セーブ（青山浩二・小山伸一郎）。チーム全体でも7投手で僅か18セーブに終わったが、川岸は最も安定したリリーフであった。
2009年も野村からチームの抑え投手に指名されるが、開幕直後に肘を痛めて抹消された。その後、復帰目前になって左足の内転筋を痛め、長らく投球練習もままならない状態が続いた。7月にようやく復帰し、8月に昇格したものの、前年に比べ大きく成績を落とした。
2010年は福盛和男、フアン・モリーヨの不調もあって、開幕から2年連続抑え投手に指名される。以後は6月後半まで安定した投球でセーブを稼ぎ、監督推薦でオールスター初出場も果たしたが、7月以降は救援失敗を繰り返し、抑えを小山に奪われた。その後は、敗戦処理での登板でも打ち込まれ、降格してそのままシーズンを終えた。49試合で2勝5敗13セーブで、小山よりセーブ数で上回ったものの、35失点・防御率6.12と低迷。
2011年は登板機会が激減。わずか12試合のみにとどまった。
2012年は開幕から2軍暮らし。結局、1度も1軍登録されることなく、10月2日に球団から戦力外通告を受け、現役を引退。11月24日に開催された球団のファン感謝祭で引退セレモニーが行われた。

### 引退後
球団職員として楽天に留まり、2013年1月27日、楽天イーグルスベースボールスクールのジュニアコーチ着任が発表された。
2015年、NPB球団の下部組織として初めて設立された中学生の硬式野球チームである東北楽天リトルシニアのコーチに就任、2017年途中から中濱裕之に代わり、監督を務める。
2021年10月5日、中華職業棒球大聯盟の楽天モンキーズのコーチに就任することが発表された。

## プレースタイル
右のサイドスローで、140km/h台の速球とカットボール、スライダー、シュート、シンカー、フォークを持ち味とする。
好不調に関わらず逆球を多用するため、投球パターンを見破られ、打ち込まれてしまうケースも多いため、キャッチャーとの呼吸や配球等が重要となる。
打者に向かっていく姿勢と強心臓が武器であり、監督や解説者等に度々持ち味として取り上げられているが、その性格が空回りする時もあると批判された事もある。
大学時代から使用してきたシュアプレイ社のグラブをプロ入り後も使用。アドバイザリー契約を交わすまでになった。

## 詳細情報

### 年度別投手成績
| 年 度     | 球 団     | 登 板 | 先 発 | 完 投 | 完 封 | 無 四 球 | 勝 利 | 敗 戦 | セ 丨 ブ | ホ 丨 ル ド | 勝 率 | 打 者 | 投 球 回 | 被 安 打 | 被 本 塁 打 | 与 四 球 | 敬 遠 | 与 死 球 | 奪 三 振 | 暴 投 | ボ 丨 ク | 失 点 | 自 責 点 | 防 御 率 | W H I P |
| --------- | --------- | ----- | ----- | ----- | ----- | -------- | ----- | ----- | -------- | ----------- | ----- | ----- | -------- | -------- | ----------- | -------- | ----- | -------- | -------- | ----- | -------- | ----- | -------- | -------- | ------- |
| 2004      | 中日      | 12    | 0     | 0     | 0     | 0        | 0     | 0     | 0        | --          | ----  | 71    | 15.1     | 17       | 0           | 6        | 0     | 2        | 10       | 0     | 0        | 9     | 9        | 5.28     | 1.50    |
| 2005      | 中日      | 23    | 0     | 0     | 0     | 0        | 1     | 1     | 0        | 4           | .500  | 118   | 28.2     | 26       | 5           | 7        | 0     | 3        | 26       | 2     | 0        | 11    | 11       | 3.45     | 1.15    |
| 2007      | 楽天      | 11    | 1     | 0     | 0     | 0        | 0     | 1     | 0        | 0           | .000  | 74    | 16.0     | 21       | 2           | 6        | 0     | 1        | 12       | 0     | 0        | 12    | 12       | 6.75     | 1.69    |
| 2008      | 楽天      | 54    | 0     | 0     | 0     | 0        | 4     | 3     | 3        | 13          | .571  | 231   | 55.2     | 49       | 2           | 20       | 5     | 1        | 47       | 1     | 0        | 14    | 12       | 1.94     | 1.24    |
| 2009      | 楽天      | 26    | 0     | 0     | 0     | 0        | 4     | 3     | 2        | 3           | .571  | 136   | 31.0     | 31       | 5           | 12       | 2     | 2        | 16       | 0     | 0        | 15    | 15       | 4.35     | 1.39    |
| 2010      | 楽天      | 49    | 0     | 0     | 0     | 0        | 2     | 5     | 13       | 4           | .286  | 230   | 50.0     | 67       | 8           | 18       | 3     | 3        | 46       | 0     | 0        | 35    | 34       | 6.12     | 1.70    |
| 2011      | 楽天      | 12    | 0     | 0     | 0     | 0        | 1     | 1     | 0        | 3           | .500  | 72    | 16.0     | 21       | 3           | 6        | 0     | 0        | 6        | 0     | 0        | 8     | 8        | 4.50     | 1.69    |
| 通算：7年 | 通算：7年 | 187   | 1     | 0     | 0     | 0        | 12    | 14    | 18       | 27          | .462  | 932   | 212.2    | 232      | 25          | 75       | 10    | 12       | 163      | 3     | 0        | 104   | 101      | 4.27     | 1.44    |

- 各年度の太字はリーグ最高

### 表彰
- ベスト・ファーザー イエローリボン賞 in 「プロ野球部門」（2010年）

### 記録
初記録
- 初登板：2004年4月2日、対広島東洋カープ1回戦（ナゴヤドーム）、 3回表に3番手で救援登板、2回無失点
- 初奪三振：同上、3回表に栗原健太から空振り三振
- 初勝利：2005年6月5日、対北海道日本ハムファイターズ6回戦（ナゴヤドーム）、4回表に2番手で救援登板、2回無失点
- 初先発：2007年3月31日、対オリックス・バファローズ1回戦（フルキャストスタジアム宮城）、2回1/3を7失点で敗戦投手
- 初ホールド：2008年4月22日、対福岡ソフトバンクホークス4回戦（クリネックススタジアム宮城）、8回表1死に3番手で救援登板、1/3回無失点
- 初セーブ：2008年7月6日、対埼玉西武ライオンズ9回戦（西武ドーム）、9回裏1死に4番手で救援登板・完了、2/3回無失点

その他の記録
- 1球敗戦投手：2010年7月30日、対オリックス・バファローズ16回戦（クリネックススタジアム宮城）、6回表に赤田将吾に右翼線適時二塁打 ※史上22人目（23回目）
- オールスターゲーム出場：1回（2010年）

### 背番号
- 41（2004年 - 2006年）
- 51（2007年 - 2012年）
- 73（2021年 - ）

### 登場曲
- 『BOHBO No.5』サザンオールスターズ（2007年）
- 『HOTEL PACIFIC』サザンオールスターズ（2008年 - 2012年）